# Aroga velocella
Aroga velocella là một loài bướm đêm thuộc họ Gelechiidae. Nó được tìm thấy ở hầu hết châu Âu, ngoại trừ Ireland, Iceland và Croatia.
Sải cánh dài 14–19 mm. Con trưởng thành bay vào tháng 5 and một lần nữa vào tháng 8. Có hai lứa trưởng thành một năm.
Ấu trùng ăn Rumex acetosella.